# Robotique en essaim

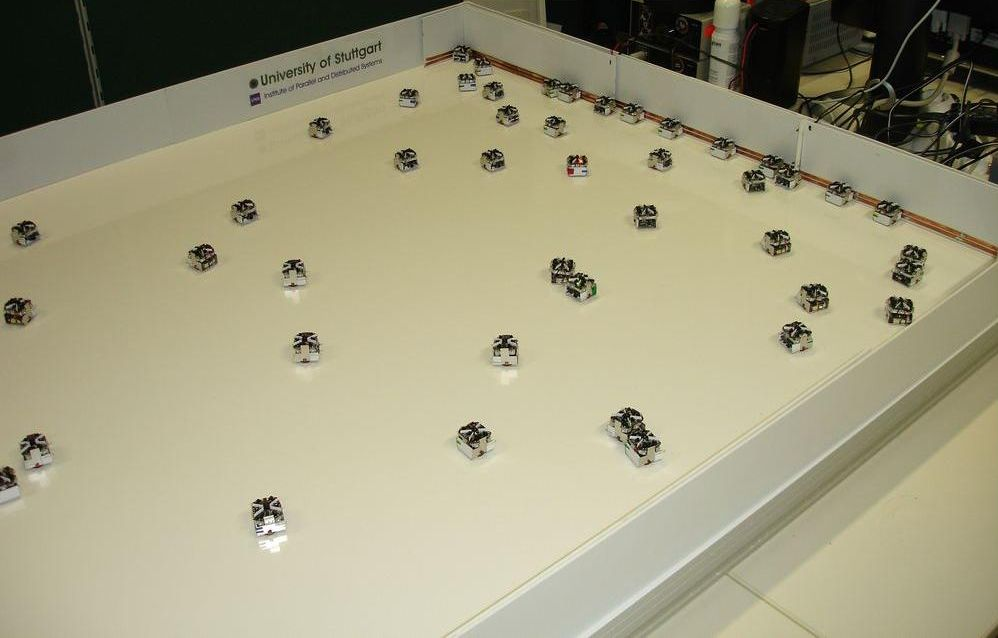
Un essaim de robots menus à source libre en train de se recharger.

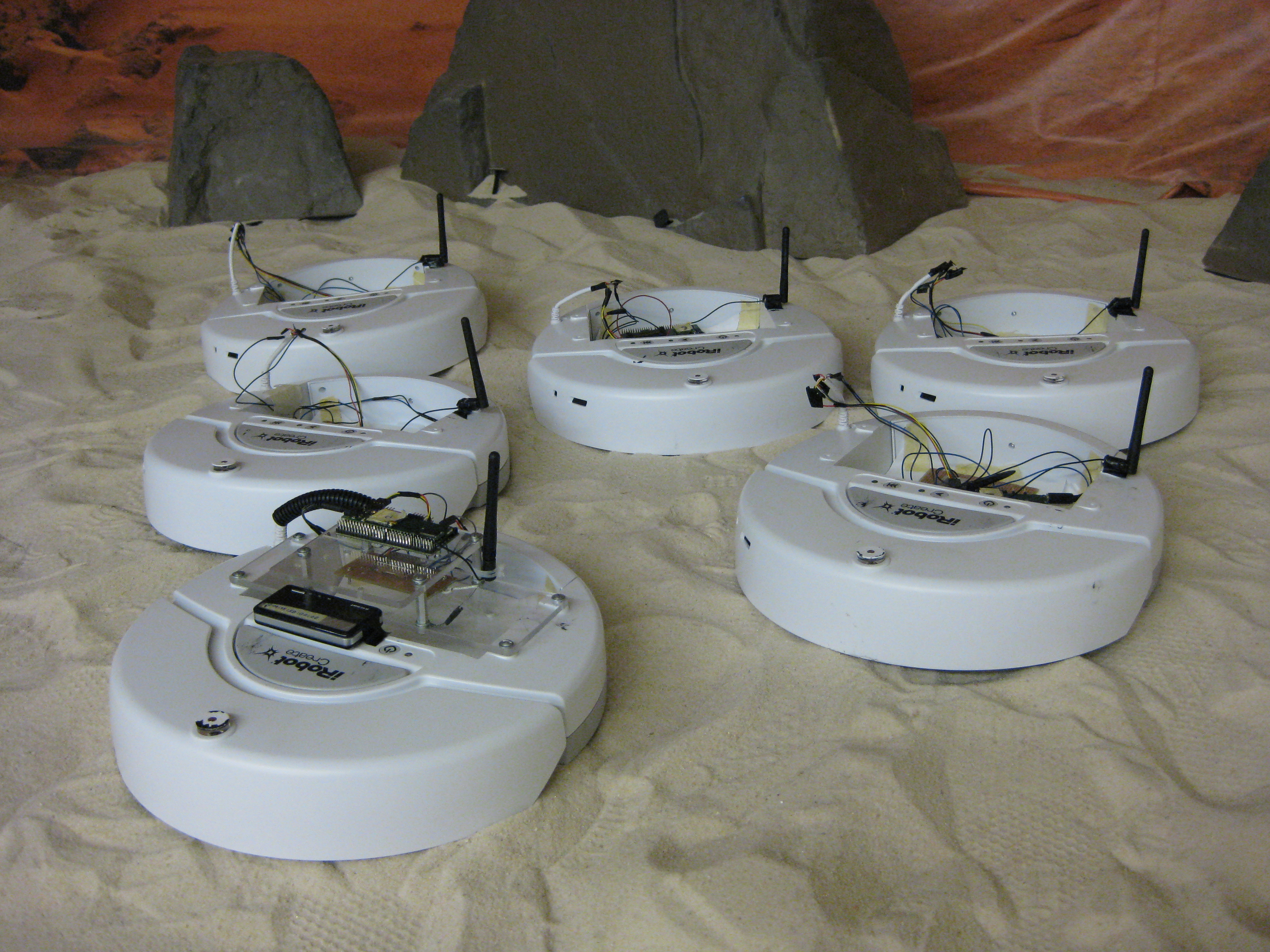
Groupe de robots (iRobot Create) du Georgia Institute of Technology.

La robotique en essaim est une branche de la robotique appliquant les méthodes d'intelligence distribuée aux systèmes à plusieurs robots. Il s'agit généralement d'utiliser des robots simples, voire simplistes, et peu coûteux, d'un intérêt individuel assez limité, mais qui ensemble (par exemple via des capacités d'autoassemblage ou d'auto-organisation) forment un système complexe et robuste.
La robotique en essaim cherche à étudier la conception et le comportement des robots. Des règles relativement simples peuvent donner naissance à un ensemble complexe de comportements en essaim voire à des comportements émergents. Une composante clé de l'essaim est la communication entre ses membres, établissant un système de retours en boucle qui vise à la coopération du groupe.

## Origines et bioinspiration
La robotique en essaim s'inspire des études entomologiques sur des insectes sociaux tels que les fourmis, les termites ou les abeilles, ou encore les comportements de groupes ou de coopération d'autres organismes (bactéries, vers (ex : Lumbriculus variegatus) bancs de poissons (sardines par exemple), oiseaux (tels que les étourneaux), etc.). L'intérêt est la capacité qu'ont ces agents simples à produire collectivement des systèmes intelligents ; de cette manière, ils réalisent ensemble des tâches inabordables pour un insecte seul. La robotique en essaim cherche à faire de même avec des robots simples. Comme on le verra plus loin, des propriétés intéressantes découlent de cette situation.

## Avantages et inconvénients
Les avantages les plus souvent cités sont :
- un faible coût pour une couverture plus étendue ;
- une capacité de redondance (si l'un des robots est défaillant en raison d'une panne, d'un blocage, etc. un autre robot peut prendre des mesures pour le dépanner ou le remplacer dans sa tâche)[3].
- la capacité à couvrir une grande surface. Duarte & al. ont par exemple montré (via une simulation appliquée au cas de l'île de Lampedusa) en 2014 qu'un essaim de 1000 petits drones aquatiques dispersés en mer à partir de 2 bases pourraient en 24 heures faire un bilan de surveillance sur une bande maritime longue de 20 km [4] ;

À ce jour, les essaims de robots ne peuvent remplir que des tâches relativement simples, ils sont souvent limités par leur besoin en énergie. De manière plus générale, les difficultés d'interopérabilité quand on veut associer des robots de nature et d'origines différentes sont aussi encore très limitantes.

## Propriétés
À la différence de la plupart des systèmes robotiques répartis, la robotique en essaim insiste sur un grand nombre de robots et promeut la mise à l'échelle, par exemple l'utilisation de communications locales sous forme d'infrarouge ou Sans-Fil.
On attend de ces systèmes qu'ils possèdent au moins les trois propriétés suivantes : 
1. la robustesse, qui implique la capacité de l'essaim à continuer à fonctionner malgré les défaillances de certains individus le composant et/ou les changements qui peuvent survenir dans l'environnement ;
2. la flexibilité, qui implique une capacité à proposer des solutions adaptées aux tâches à réaliser ;
3. la « mise à l'échelle », qui implique que l'essaim doit fonctionner quelle que soit sa taille (à partir d'une certaine taille minimum).

Selon Sahin (2005) et Dorigo (2013)dans un système robotique en essaim, dans l’essaim :
- Chaque robot est autonome ;
- les robots sont habituellement capables de se situer par rapport à leurs voisins les plus proches (positionnement relatif) et parfois dans l'environnement global[8], même si certains systèmes essayent de se passer de cette donnée[8] ;
- les robots peuvent agir (ex : pour modifier l'environnement, coopérer avec un autre robot.) ;
- Les capacités de détection et de communication des robots entre eux sont locales (latérales) et limitées ;
- les robots ne sont pas reliés à un contrôle centralisé ; ils n'ont pas la connaissance globale du système dans lequel ils coopèrent ;
- les robots coopèrent pour effectuer une tâche donnée ;
- des phénomènes émergents, comportements globaux peuvent ainsi apparaître[5].

## Programmation

### Degré d'autonomie
L’autonomie implique qu'un robot puisse se gouverner par ses propres lois, éventuellement au sein d'un essaim (en acceptant alors les lois de l'essaim). 
Selon Huang (2008), un système cybernétique est autonome s'il peut « percevoir, analyser, communiquer, planifier, établir des décisions et agir, afin d’atteindre des objectifs assignés par un opérateur humain ou par un autre système avec lequel le système communique » et cette autonomie peut être quantifiée selon trois axes :
1. indépendance vis-à-vis de l’humain ;
2. complexité de la mission ;
3. complexité de l’environnement.

L'agence européenne pour la recherche en robotique a retenu pour sa feuille de route 2020 : 11 niveaux d’autonomie pour les robots, en rappelant que les facteurs environnementaux, le coût d’une mauvaise décision, le temps durant lequel le robot doit être autonome, ainsi que « l’amplitude des décisions qu’il peut prendre, influent sur l’attribution des niveaux d’autonomie d’un système pour une tâche donnée ».
Selon T Sotiropoulos (2018) Le système doit donc à la fois disposer de capteurs de perception de son environnement et d’actionneurs pour agir sur cet environnement via des choix préprogrammés ou faits via une intelligence artificielle. Un système autonome doit pouvoir tenir compte des incertitudes et des évolutions de son environnement ; son niveau d’autonomie est donc lié à ses capacités d’analyser les données acquises par ses capteurs, ainsi que de ses capacités de planification/décision à court, moyen et long termes.

## Études; recherche et développement
L'ingénierie des essaims de robots est dans les années 1990-2020 un secteur encore émergent, qui s'appuie notamment sur la science de l'intelligence des essaim ; elle développe de nombreux sujets de R&D dont :
- l'amélioration logicielle et progicielle ;
- l'amélioration des outils de simulation informatique de comportements auto-organisateurs de robots[15];
- l'amélioration les robots eux-mêmes[16]. Par exemple, deux chercheurs suisses de Lausanne (Floreano & Keller) ont en 2010 proposé de s'inspirer de la sélection darwinienne (adaptative) pour faire évoluer les robots[17] ;
- la capacité à évoluer dans les 3 dimensions (dans l'air pour une flotte de drones aériens, ou sous l'eau pour un essaim de robots subaquatiques)[18], par exemple pour l'étude de la dynamique des masses d'eau et des courants marins[18] ;
- l'amélioration de leur capacité à coopérer entre eux (ou avec d'autres types de robots) ;
- l'amélioration de leur capacité à mécaniquement se coordonner au sein d'un essaim massif, dont par algorithmes de programmation morphogénétique (et des simulations pour l'assemblage de structures complexes)[19]
- l'évaluation des comportements des essaims (le suivi vidéo est essentiel pour étudier le comportement en essaim d'une manière systématique, même si d'autres méthodes existent, comme le développement récent d'un suivi par ultrasons. Des recherches supplémentaires sont nécessaires pour ériger une méthodologie apte à la conception et à la prévision fiable des essaims lorsqu'on ne connaît que les traits des individus) ;
- la comparaison des avantages et inconvénients respectifs des approches Top-down et bottom-up[20],[21].
- ingénierie morphogénétique auto-organisée, basée sur la bioinspiration, dont à partir de l'étude de la morphogenèse. Cette dernière - dans la nature - permet notamment lors du développement embryonnaire à des millions de cellules de rapidement s'auto-organiser en structures parfois très complexes et avec une grande variété de structures fonctionnelles[22]. Dans le vivant, cette émergence de structures et formes est intrinsèque (contrôlée par des circuits géniques, codés et identiques dans chaque cellule)[22]. Elle est souvent résiliente (allant jusqu'à la régénération d'organes ou de membres chez certaines espèces), robustes au bruit environnemental, intrinsèque et relativement adaptable à des environnements non-stables ; autant de propriétés qui intéressent les robotisions travaillant sur le travail en essaims par exemple pour des programmes de construction et/ou d'exploration[22]. 
Dans le monde naturel, la morphogenèse semble se faire selon deux grandes voies et dynamiques[22] :

1. la voie « hiérarchique » (contrôle up-down, descendant) ;
2. la voie « auto-organisatrice » (type structures de Turing à réaction-diffusion)

Des tests ont déjà montré que des comportements purement auto-organisateurs permettent de produire des morphologies émergentes dans de grands essaims de vrais robots, qui sont alors capables d'organisation collective sans auto-localisation, uniquement en se basant sur quelques interactions locales avec leurs voisins. 300 robots ont ainsi pu construire des formes organiques et adaptables, robustes aux dommages. Une équipe travaille (2018) sur un robot doté d'un système semblable à une imprimante 3D intégré dans son extrémité, déposant un matériau thermoplastique, lui permettant de grandir, un peu à la manière d'une racine de plante dans le sol ou d'une liane grimpante

## Applications
La robotique en essaim reste encore étudiée essentiellement en laboratoire, mais on recense un certain nombre de tâches pour lesquelles des applications de ce domaine existent. Ainsi, elle semble parfaitement adaptée à des tâches de surveillance, d'exploration ou de nettoyage de zones, telles que surveiller la pollution d'un lac, ou utiliser des drones aériens pour des contrôles météorologiques ou militaires, l'exploration spatiale. On envisage également de les utiliser pour des tâches généralement effectuées par des êtres humains, mais qui se révèlent être particulièrement dangereuses. Ainsi, un essaim pourrait couvrir un champ de mines et les robots seraient sacrifiés sur les mines, évitant ainsi qu'elles explosent sur quelqu'un. Les propriétés des essaims les rendent aussi adaptés pour toutes les tâches nécessitant des changements d'échelles ou de la redondance, et de manière générale, à toutes les tâches ayant besoin d'effectifs en masses, comme les récoltes ou les exploitations minières.